# Bachelor of Fine Arts
Il Bachelor of Fine Arts (BFA, B.F.A.) è il corso di laurea standard per studenti negli Stati Uniti e in Canada che cercano una formazione professionale nelle arti visive o dello spettacolo.

## Contesto
Negli Stati Uniti il diploma di laurea Bachelor of Fine Arts differisce da quello di Bachelor of Arts (B.A.) in quanto la maggior parte del programma consiste in una componente pratica dello studio, in contrasto con corsi di lezioni e discussioni. Un tipico programma di BFA negli Stati Uniti consiste in due terzi di studio nelle arti, con un terzo in studi di arti liberali più generali. Per una laurea (BA) in Arte, il rapporto potrebbe essere invertito.
La National Association of Schools of Art and Design NASAD (Associazione nazionale delle scuole di arte e design), che accredita i programmi di Bachelor of Fine Arts in arte visiva e design negli Stati Uniti, afferma che "la laurea professionale (BFA) si concentra sul lavoro intensivo nelle arti visive supportato da un programma di studi generali, "mentre" il corso di laurea in lettere liberali (BA) si concentra sull'arte e sul design nel contesto di un ampio programma di studi generali ".
Un corso di laurea di Fine Arts (Belle Arti) richiederà spesso un'area di specialità come recitazione, teatro musicale, progettazione giochi, ceramica, animazione computerizzata, scrittura creativa, danza, scrittura drammatica, disegno, produzione cinematografica, effetti visivi, animazione, grafica, illustrazione, design industriale, arti visive, arti tecniche, progettazione d'interni, lavorazione dei metalli, musica, nuovi media, pittura, fotografia, incisione, scultura, gestione scenica o produzione televisiva. Alcune scuole invece danno ai loro studenti una vasta istruzione in molte discipline delle arti.
Sebbene un Bachelor of Fine Arts sia tradizionalmente considerato una laurea di quattro anni, un programma BFA potrebbe richiedere più tempo per completare a causa della quantità di lavoro del corso di studio richiesto.

## Altri paesi
In alcuni paesi tale grado è chiamato Bachelor of Creative Arts (BCA). Nel Regno Unito il diploma equivalente è il Bachelor of Arts (BA) in Fine Art. In Australia il Bachelor of Fine Arts viene assegnato agli studenti che completano una laurea in arti visive e dello spettacolo. Titoli specifici come il Bachelor of Dance o il Bachelor of Drama sono utilizzati da alcune istituzioni per le arti dello spettacolo in Australia e in gran parte d'Europa. In India un corso di laurea in Belle Arti è noto come BFA o BVA (Bachelor of Visual Arts). È una laurea di quattro anni.